# 熱血ゴリラ教師 イチゴリ先生
『熱血ゴリラ教師 イチゴリ先生』（ねっけつゴリラきょうし イチゴリせんせい）は、2016年4月4日から6月27日までテレビ西日本で放送されていた日本のオリジナル短編テレビアニメ作品。
いじめ問題をテーマに熱血教師であるイチゴリ先生が生徒と真摯に向き合っていく。BPOによる2016年4月のテレビ局が薦める「青少年へのおすすめ番組」にも紹介された。
同年7月23日・7月24日の「FNS27時間テレビ フェスティバル!」（フジテレビ系列）で第1話・第2話・第3話を放送。

## 登場キャラクター
イチゴリ先生
ゴリラと猿の世界で、小学校3年生を担任する熱血教師。常に生徒のことを徹底的に考え、愛をもって生徒に接する。その行動が暑苦しく捉えられてしまうこともあるが、めげずに常に全力で生徒と付き合う。保健室のリンゴリラ先生が好き。小さい頃は、自分だけイチゴ柄の模様だったことからイジメられていたとか。少し自己満足に入ってしまうところがたまに傷。
ペン太
足が遅くて、ペンギンのように走る生徒。頭はまあまあだが体育が苦手。しかし常に一生懸命で純粋。
ゾウタ
トイレで大をしたことをからかわれた生徒。ゾウのように動きはおっとりしているが優しい生徒。
リンゴリラ先生
保健の先生。普段は保健室にいる。イチゴリ先生とは違い控えめな先生だが、生徒たちのことを常に心配し真剣に考えている。イチゴリ先生の暑苦しさが好きではないが、生徒のことを凄く考えているイチゴリ先生を、最近は見直しはじめている。
ウサミ
突如、友達に無視されるようになり困惑する女子生徒。誰にでも好かれて友達も多い。ウサギのような外見でピンクや可愛いものが大好き。
ライコ
ちょっとしたきっかけでウサミを無視するようになった友人。ウサミとは反対でボーイッシュなライオンのような外見。サバサバしていて、ぶりっ子が嫌い。
リスヨ
ウサミやライコと仲の良い3人組の一人。ウサミにもライコにも好かれている、リスのような小さい女のゴリラ。
バクオ
空気を読まずよくダメ出し（出来ない理由）を言い孤立してしまった生徒。人の夢を食べてしまう、と思えるほど否定が大好きなバクみたいな子。

## 声の出演
- 中村良知
- 佐藤未千代
- 坪内陽子
- 松本美樹
- 馬場阿紀子[2]
- 中村雪絵

## スタッフ
- 企画・脚本・制作 - スタジオエモテント
- 演出 - 青池良輔
- プロデューサー - 木下茂憲、平田武志
- 制作・著作 - テレビ西日本

## 各話リスト
| 話数   | サブタイトル                   | 放送日        |
| ------ | ------------------------------ | ------------- |
| 第1話  | 足が遅くたっていいじゃない！   | 2016年 4月4日 |
| 第2話  | 大をしたっていいじゃない！     | 4月11日       |
| 第3話  | シカトする人は、こんな人。     | 4月18日       |
| 第4話  | できる？できない？             | 4月25日       |
| 第5話  | 情けなくなんかない！           | 5月2日        |
| 第6話  | 失敗。                         | 5月9日        |
| 第7話  | 誰が本気になるの？             | 5月16日       |
| 第8話  | 嫌われたくない？               | 5月23日       |
| 第9話  | イチゴリ、先生になる！（前編） | 5月30日       |
| 第10話 | イチゴリ、先生になる！（後編） | 6月6日        |
| 第11話 | カンペキ(完璧)!!               | 6月13日       |
| 第12話 | 超 ラッキー!!                  | 6月20日       |
| 第13話 | 裏切られたっていいじゃない。   | 6月27日       |

## 放送局
| 放送期間                     | 放送時間           | 放送局       | 対象地域 | 備考 |
| ---------------------------- | ------------------ | ------------ | -------- | ---- |
| 2016年4月4日 - 2016年6月27日 | 月曜 21:54 - 22:00 | テレビ西日本 | 福岡県   |      |